# Macklemore
Benjamin Hammond Haggerty (Seattle, Washington, 1983. június 19. –), művésznevén Macklemore négyszeres Grammy-díjas amerikai rapper. Karrierje kezdetén Professor Macklemore néven tevékenykedett. 2008-ban kezdett el együtt dolgozni Ryan Lewis producerrel, akivel közösen két stúdióalbumot jelentetett meg. Szólóelőadóként egy mixtape-et, két középlemezt, valamint négy albumot dobott piacra.

## Ifjúkora
Ben Haggerty Bill Haggerty és Julie Schott gyermekeként született. Bátyjával együtt a Washington állambeli Seattle Capitol Hill lakónegyedében nőtt fel. Ír felmenőkkel rendelkezik. Hatévesen hallotta a Digital Underground hiphoptársulat zenéjét; akkor hallott először hip-hop stílusú zenét életében. Egy interjú szerint „szülőitanácsadó”-zenét hallgatott rádióból fiatalabb korában.
15 évesen kezdett dalszövegeket írni. Mikor énekelni is elkezdett, leginkább keleti parti hiphopot hallgatott, és befolyással voltak rá a Hieroglyphics, a Freestyle Fellowship, Aceyalone, a Living Legends, a Wu-Tang Clan, Mobb Deep, Nas és Talib Kweli is. Zenéjével leginkább a fiatalabb generáció érdeklődését szerette volna felkelteni, és tagja volt a „Gateways for Incarcerated Youth” oktatásra és kulturális identitásra irányuló programnak, ahol a zenei műhelyeknek segített. A Garfield és a Nathan Hale Középiskolában tanult. Utóbbiban egy projektpályázat szuperhőse számára megalkotta a „Professor Macklemore” nevet, a Garfieldben pedig egy hip-hop formációt alapított Elevated Elements néven. Az Elevated Elements 2000-ben egy Progress című albumot is megjelentetett.
Ezután egy évre beiratkozott a Santa Fe-i Kollégiumba. Diplomáját az Evergreen Állami Főiskolán szerezte.

## Zenei karrierje

### 2000–2008:The Language of My World
2000. október 21-én Haggerty Professor Macklemore-ként megjelentetett egy mixtape-et Open Your Eyes néven. Ezután eldobta nevéből a Professor-t, és elkezdett az első hivatalos nagy albumán, a The Language of My World-ön dolgozni. Az album 2005. január 1-jén jelent meg, amelyben helyet kapott a Love Song című dal is, melyben közreműködik Evan Roman énekes, a producere pedig Budo, aki Macklemore több későbbi albumán is közreműködött producerként.
2006-ban Macklemore találkozott Ryan Lewis-szal, aki néhány évig fényképészként támogatta Haggertyt. Bár hamar összebarátkoztak, de 2009-ig nem volt jelentős munkájuk együtt. Mindeközben Macklemore inkább szólókarrierjére koncentrált, és közreműködött a The Physics Good dalában 2009-ben. valamint az évek során többször is fellépett a seattle-i Bumbershoot fesztiválon.
Macklemore második mixtape-je, a The Unplanned Mixtape 2009. szeptember 7-én jelent meg, amely később 7. helyezést ért el az iTunes Hip Hop slágerlistán. A mixtape többek között a The Town és az And We Danced dalokat tartalmazza, utóbbiban közreműködik Ziggy Stardust énekes. A The Town-t Sabzi amerikai producer és DJ dolgozta át.

### 2009–2017: Macklemore & Ryan Lewis
2009-ben Haggerty és Ryan Lewis ténylegesen is elkezdtek együtt dolgozni Macklemore & Ryan Lewis-ként, és még abban az évben megjelent a The VS. EP középlemezük. 2010 márciusában a duó megjelentette a Stay at Home Dad-et. 2010 októberében kiadták a VS. Redux EP-t. Macklemore a droggal való visszaéléssel kapcsolatos élményeit használta fel az Otherside-hoz, amely a Red Hot Chili Peppers azonos című dalából tartalmaz mintákat. 2011. április 8-án Macklemore és Ryan Lewis előadta a dalt a Seattle Mariners 2011-es nyitónapján közel 48 000 néző előtt. A Wings 2011. január 21-én, a Can’t Hold Us (közreműködik Ray Dalton) augusztus 16-án jelent meg. Februárban Macklemore és Lewis városi turnét tartottak Seattle-ben, köztük a The Showbox-ban is. Még abban az évben Macklemore fellépett több fesztiválon országszerte, többek között a Bumbershooton Seattle-ben, az Outside Lands-en San Franciscóban, és a Lollapaloozán Chicagóban.
Debütáló stúdióalbumuk, a The Heist 2012 októberében jelent meg, és a 27-ei héten a Billboard 200-as listán a 2. helyen debütált, több mint 78 000 eladással. A Same Love 2012. július 18-án jelent meg, majd azt követően a White Walls. 2013 májusában Macklemore közreműködött Clinton Sparks Gold Rush kislemezén 2 Chainz-zel és D.A.-vel együtt. A The Heist World Tour világkörüli turné augusztusban indult, hogy népszerűsítsék a The Heist albumot. 2015 januárjában Macklemore a Twitteren bejelentette, hogy a harmadik stúdióalbuma valamikor az év második felében lesz hallgatható. Ennek ellenére az album nem jelent meg egészen 2016. február 26-áig. 2015. augusztus 5-én Macklemore kiadott egy Growing Up (Sloane’s Song) című dalt, amelyben közreműködik Ed Sheeran. 2015. augusztus 27-én megjelent a Downtown, melyben közreműködik Eric Nally, Kool Moe Dee, Melle Mel és Grandmaster Caz. A dalt Macklemore előadta a 2015-ös MTV Video Music Awards díjátadón augusztus 30-án.
2016. január 15-én Macklemore egy YouTube-videóban bejelentette harmadik stúdióalbumának nevét, a This Unruly Mess I’ve Made-et, és 2016. február 26-ai érkezését. Január 22-én a duó megjelentette a White Privilege II-t, az album második dalát. Február 26-án Macklemore és Ryan Lewis kiadta az albumot. Még 2016-ban Macklemore megjelentetett két szólódalt, a Drug Dealert és a Wednesday Morning-ot. Előbbiben Macklemore az addig történt függőségéről rappel, a track pedig egy dokumentumfilmbe is bekerült, ahol Macklemore a drogfüggőségről tárgyal Barack Obamával. A Wednesday Morning a 2016-os amerikai elnökválasztás után jelent meg, Macklemore pedig az ország politikai jövőjéről rappel benne. Mindkét dal producere Budo volt. 2017. június 15-én Macklemore a hivatalos Instagram-fiókján bejelentette, hogy befejezte az együttműködést Ryan Lewis-szal.

### 2017–napjainkig:Gemini
2017. június 15-én Macklemore megjelentette a Glorious kislemezt az amerikai énekesnő Skylar Grey közreműködésével a második nagylemezéhez, a Geminihez. 2017. július 26-án megjelent a Marmalade Lil Yachty amerikai rapper közreműködésével. Október 9-én a Good Old Days is kiadásra került, amelyben közreműködik Kesha. Szeptember 22-én Macklemore megjelentette a Geminit, amelynek producere Budo.
Október 1-jén Macklemore előadta a Same Love-ot a National Rugby League Sydneyben rendezett döntőjének megnyitóján. Ezután azt nyilatkozta, hogy ez volt az egyik legjobb fellépése a körülmények miatt, és köszönetet mondott rajongóinak a fellépési lehetőségért.
2017. december 11-én Macklemore egy Keshával közös, The Adventures of Kesha and Macklemore nevű turnét jelentett be. Ez Macklemore ötödik és Kesha hatodik turnéja, a Gemini és Kesha harmadik stúdióalbuma, a Rainbow népszerűsítése érdekében. A turné Phoenixben indult 2018. június 6-án, és Tampában fejeződött be augusztus 5-én.

## Diszkográfia
- The Language of My World (2005)
- Gemini (2017)
- BEN (2023)

## Filmográfia
| Év   | Cím                                 | Szerep               | Megjegyzés                          |
| ---- | ----------------------------------- | -------------------- | ----------------------------------- |
| 2013 | Mac Miller and the Most Dope Family | önmaga               | Vendégszereplő (1. évad, 2. epizód) |
| 2014 | Under the Gunn                      | önmaga / Guest Judge | Epizód: „Trouble in the Lounge”     |
| 2019 | Songland                            | önmaga / Guest Judge | Epizód: „Macklemore”                |

## Fordítás
- Ez a szócikk részben vagy egészben  a   Macklemore című angol Wikipédia-szócikk fordításán alapul.  Az eredeti cikk szerkesztőit annak laptörténete sorolja fel. Ez a jelzés csupán a megfogalmazás eredetét és a szerzői jogokat jelzi, nem szolgál a cikkben szereplő információk forrásmegjelöléseként.